# Сейняйоки
Се́йняйоки (фин. Seinäjoki) — город в провинции Южная Остроботния в Финляндии.
Численность населения составляет 66 157 человек (2023). Город занимает площадь 1469,32 км², из которых водная поверхность занимает 37,84 км². Плотность населения — 40,34 чел/км².

## Транспорт
За период 2007—2012 годов город был признан самым опасным для велосипедистов (несчастных случаев с участием последних в отношении к числу жителей — 0,395 в год на тысячу жителей).

## Известные уроженцы и жители
- Йорма Оллила (р.1950) — председатель совета директоров Nokia
- Мари Кивиниеми (р.1968) — политик, депутат Парламента Финляндии
- Петри Контиола (р.1984) — финский хоккеист
- Олли Рахнасто (р.1965) — финский теннисист
- The Dudesons — шоу-мены, каскадёры и участники одноимённого шоу (Jarno Laasala (р.1979), Jukka Hilden (р.1980), Jarppi Leppala (р.1979), Hannu-Pekka «HP» Parviainen (р.1981))

## Мероприятия
- Ежегодно (с 1978 года) в городе проходит рок-фестиваль «Provinssirock».[6]
- Ежегодно (с 1985 года) в городе проходит фестиваль танго — «Tangomarkkinat».[7]
- В 2002 году в Сейняйоки был проведён чемпионат Европы по женской борьбе[8].
- В сентябре 2014 года здесь прошёл съезд партии «Зелёный союз»[9].
- С 2017 года на спортивной арене города проводятся ежегодные соревнования по хоббихорсингу.